# Paradise Soccer Club
De Paradise Soccer Club is een Canadese voetbalclub uit Paradise, een gemeente in de Metropoolregio St. John's, Newfoundland en Labrador. De clubkleuren zijn blauw en wit. De club heeft haar thuisbasis in het Dianne Whalen Memorial Soccer Complex.
De mannenploeg speelt sinds 2017 in de Newfoundland and Labrador Challenge Cup, het kampioenschap van de provinciale voetbalbond.
In het verleden kwam de vrouwenafdeling uit in de provinciale Jubilee Trophy, waar ze in 2006 de titel wisten binnen te halen. Na een lange afwezigheid neemt Mount Pearl SC vanaf 2023 opnieuw deel aan de Jubilee Trophy.

## Erelijst
Jubilee Trophy (vrouwenafdeling)
winnaar (1): 2006